# IRB Chairman's Award
O IRB Chairman's Award foi um prêmio anual, que se repetiu de 2001 a 2005, e foi entregue pela International Rugby Board (IRB) ao melhor presidente de federação nacional de rugby durante aquele ano.

## Vencedores
- 2001: Kath McLean, Sir Terry McLean, Albert Farasse, John Eales
- 2002: Bill McLaren, George Pippos (prêmio póstumo)
- 2003: Vernon Pugh
- 2004: Marcel Martin
- 2005: Sir Tasker Watkins V.C., G.B.E, D.L